# Clepitoides
Clepitoides is een kevergeslacht uit de familie van de boktorren (Cerambycidae). De wetenschappelijke naam van het geslacht werd voor het eerst geldig gepubliceerd in 2009 door Clarke.

## Soorten
Clepitoides omvat de volgende soorten:
- Clepitoides anae Clarke, 2009
- Clepitoides crocata (Bates, 1873)
- Clepitoides gerardi Clarke, 2009
- Clepitoides neei Clarke, 2009
- Clepitoides pallidicornis (Zajciw, 1966)
- Clepitoides picturata (Gounelle, 1911)
- Clepitoides thomasi Santos-Silva, Clarke & Martins, 2013
- Clepitoides virgata (Gounelle, 1911)